# Barabás Endre (pedagógus)
Barabás Endre (Középajta, 1870. március 5. – Budapest, 1945. május 25.) magyar pedagógus, pedagógiai és közgazdasági szakíró.

## Életútja
Barabás András és Orbán Terézia fia. Az első világháború előtt Marosvásárhelyen, majd a kolozsvári tanítóképzőben tanított, 1911-től a dévai tanítóképző igazgatója volt. A Kemény Zsigmond Társaság tagja. 1919-ben letartóztatták Nagyszebenben, majd kiutasították Romániából, ez után Budapesten helyezkedett el, miniszterelnökségi sajtócenzor, a Bocskai Társaság munkatársa, majd a Népies Irodalmi Társaság főigazgatói posztját töltötte be. Munkatársa maradt a Lugoson megjelenő Magyar Kisebbségnek s román és német nyelvű testvérlapjainak.
Lugoson jelent meg szerzői név nélkül 1928-ban magyar és román nyelven Az erdélyi és magyarországi román egyházak és iskolák élete és szervezete a világháború előtt. 1929-ben szintén Lugoson magyarul és németül A romániai magyar nyelvű oktatás első tíz éve: 1918-1928 című nagyobb tanulmánya szintén név nélkül, valamint több, névvel jegyzett kisebb közleménye. Az erdélyi román és magyar oktatásügy alapos ismerője volt; széles körű társadalmi tevékenységet fejtett ki népi származású tehetségek taníttatása érdekében. A romániai magyar oktatásügyről írott munkái forrásértékűek. (Erdély statisztikája című kötetet is tévesen Barabásnak tulajdonítja a Pedagógiai lexikon i.m., de az Jakabffy Elemér munkája.

## Emlékezete
A sepsiszentgyörgyi Közgazdasági és Közigazgatási Szakközépiskola Barabás Endre munkásságának tiszteletére róla nevezte el egyesületét, a civilszervezet neve: Barabás Endre Egyesület.

## Kötetei (válogatás)
- Románia nemzetiségi politikája és az oláhajkú magyar polgárok (Kolozsvár, 19ö8)

### Közgazdasági leírásai
- Udvarhely vármegye közgazdasági leírása (Budapest, 1904)[7]
- Maros-Torda vármegye és Maros-Vásárhely ... város közgazdasági leírása (Budapest, 1907)
- Kolozs vármegye közgazdasági leírása (Budapest, 1910)

### Iskola- és oktatásügy
- Románia oktatásügye (Budapest, 1907)
- Nagyenyed és a Bethlen-kollégium 1922-ben; összeáll. Barabás Endre
- A Bethlen-kollégium alapítása és fennállása 300. évfordulójának megünneplése Nagyenyeden, 1922. október 8-9-én; összeáll. Barabás Endre, mindkettőt lásd Nagyenyedi album. Budapest, 1926
- Az elszakított magyarság közoktatásügye (Berkes Józseffel, Csuppay Lajossal, Jancsó Benedekkel, Kornis Gyulával és Pechány Adolffal), Magyar Paedagógia Társaság, Budapest, 1927
- A romániai tanítóképzés. Magyar Tanítóképző, 1930/3. sz. 149-154. p.
- A falukutatás és a tanítók. Budapest, 1935
- A magyar iskolaügy helyzete Romániában. 1918–1941. Kecskemét, 1944